# Kujavsko-pomeransko vojvodstvo
Kujavsko-pomeransko vojvodstvo (Województwo Kujawsko Pomorskie) je jedno od 16 vojvodstava u Poljskoj. Ustanovljeno je 1999. godine. Središte vojvodstva je Bydgoszcz, drugo po veličini mjesto Toruń.
Ostala naselja: Osiek-Kolonia.